# Tellervo oxynthas
Tellervo oxynthas är en fjärilsart som beskrevs av Hans Fruhstorfer 1911. Tellervo oxynthas ingår i släktet Tellervo och familjen praktfjärilar. Inga underarter finns listade i Catalogue of Life.